# TWAIN
TWAIN — стандарт для сканування зображень в операційних системах Microsoft Windows та Apple MacOS. TWAIN не є офіційно акронімом чи абревіатурою, але це слово має бекронім — Technology Without An Interesting Name — Технологія Без Цікавої Назви.
Стандарт був вперше реалізований 1992. Сучасний реліз версії 2.1 від 28 жовтня 2009 підримується TWAIN Working Group [Архівовано 30 грудня 1996 у Wayback Machine.].